# دنیل احمد
دنیل احمد (انگلیسی: Daniel Ahmed؛ زادهٔ ۲۲ نوامبر ۱۹۶۵) بازیکن فوتبال اهل آرژانتین است.
از باشگاه‌هایی که در آن بازی کرده‌است می‌توان به باشگاه فوتبال اسپورتینگ کریستال، باشگاه فوتبال هوکایدو کونسادول ساپورو، باشگاه فوتبال کادیس، و باشگاه ورزشی سن لورنسو آلماگرو اشاره کرد.